# Letoceto
Letoceto (em latim: Letocetum) é uma antiga ruína de um povoado romano. Foi um importante posto militar e estação de abastecimento perto da junção da estrada de Watling, uma estrada militar romana entre North Wales e a rua Icknield (ou Ryknild), atual "Rodovia A38". As ruínas estão localizadas na paróquia de Wall, Staffordshire, Inglaterra. É possuído e administrado pelo National Trust, sob o nome Letocetum Roman Baths Site & Museum (Termas Romanas & Museu de Letoceto). O local está na guarda do English Heritage com o nome de "Wall Roman Site".
Os romanos vieram a Letoceto no ano 50 para estabelecer uma fortaleza durante os primeiros anos da invasão da Grã-Bretanha. O território não podia suportar grandes quantidades de soldados e Letoceto, estando em uma importante encruzilhada, tornou-se uma estação de abastecimento em grande escala. O assentamento se desenvolveu com sucessivas balneários e mansiones construídas para servir os viajantes oficiais, bem como a crescente população civil. É conhecida principalmente de escavações detalhadas em 1912-13, que se concentrou nos locais do banho público e da mansio, mas há evidência de um assentamento substancial com uma possível basílica, templos e um anfiteatro. Os restos visíveis hoje são as pedras do balneário e da mansio, construídas em aproximadamente 130 depois de Letoceto deixar de ter uma função militar e se tornar um assentamento civil. O assentamento atingiu seu auge durante o segundo e terceiro séculos e então ocupava entre 8,1 hectares (81 000 metros quadrados) e 12 hectares (120 000 metros quadrados).
No fim do terceiro século, a cidade foi realocada dentro das altas paredes defensivas na estrada de Watling. Se Letoceto teve alguma importância na época romana, essa importância passou para Lichfield, que está situada a 2,5 ou 5 quilômetros a nordeste. Depois que os romanos partiram no início do século V, o assentamento entrou em declínio. A vila de Wall emergiu na área que em tempos foi ocupada por Letoceto.

## Nome
O sítio é mencionado como Etoceto (Etocetum) no Itinerário de Antonino e presumivelmente representando uma latinização de um nome de lugar  britônico refletindo um nome indígena reconstruído como Lētocaiton ("Madeira acinzentada", ver Galês antigo: Luitcoyt e moderno galês Lwytgoed). O nome possivelmente representava uma espécie de árvore proeminente no local, como freixo  e olmo.

## História

### Assentamento nativo
É provável que um pequeno assentamento nativo ocupasse o local antes da chegada dos romanos, possivelmente como a principal estação comercial  na fronteira entre duas tribos britânicas, a Coritanos nas Midlands Orientais[carece de fontes?] cujo centro tribal posterior estava em Ratas dos Corieltáuvos, e os Cornóvios ao oeste com a sua capital original, Uriconon, que mais tarde daria seu nome à importante cidade romana britânica de Virocônio dos Cornóvios na fortaleza "Hillfort" em "The Wrekin". Essas tribos ofereciam pouca resistência à dominação romana.

### Posto militar
Em cerca de 50, um vexilação romano construiu uma grande fortaleza de madeira em uma colina (perto do local da igreja hoje em dia) em Letoceto. Ela abrigou a XIV Legião Gêmea durante as campanhas do governador Galo contra os brigantes. Era uma boa posição defensiva, mas as terras pobres que cercavam a fortaleza não podiam sustentar independentemente um grande número de soldados. Durante o período neroniano esta fortaleza inicial foi substituída por uma menor e Letoceto então se desenvolveu em uma estação de abastecimento em grande escala. A maioria das tropas deslocou-se à fortaleza em "Virocônio" durante a administração adiantada de Caio Suetônio Paulino em aproximadamente 58.

### Posto de abastecimento

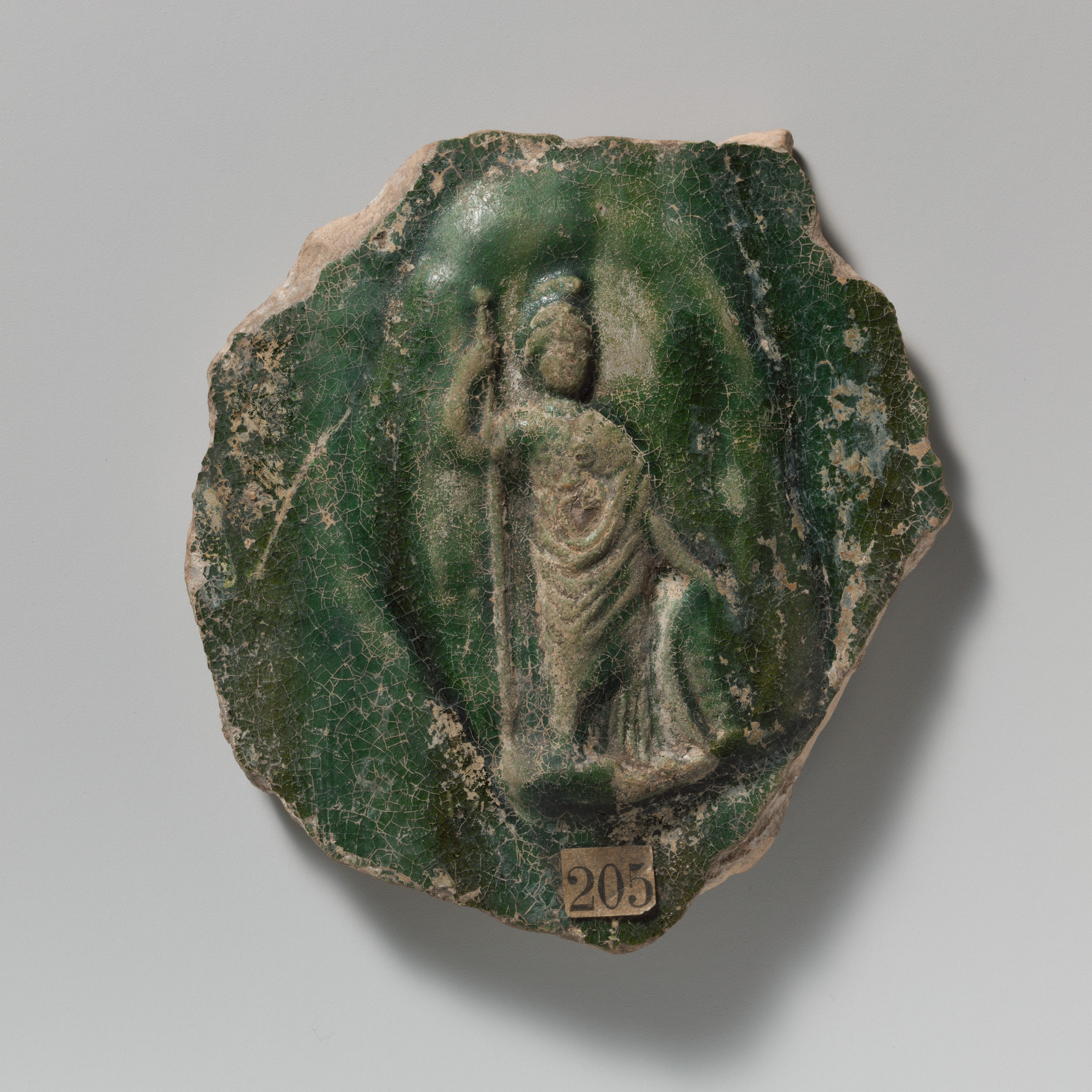
Fragmento de um vaso romano do século I com o relevo de Minerva

Uma mansio foi construída para fornecer alojamento para messageiros oficiais que viajavam na Watling Street. Um balneário também foi construída para os viajantes e para a crescente população civil. Quando a primeira mansio e balneário foram concluídos, os trabalhadores ainda cntinuaram a ser necessários para recolher madeira para o balneário, cuidar de animais e para reparar os veículos utilizados pelos viajantes oficiais. A população civil teria fornecido muitos desses serviços. O assentamento nativo cresceu durante o período Flaviano em diante e passou a ocupar entre 8,1 a 12 hectares. Cemitérios romanos com cerâmica do século I e II foram encontrados ao longo de Watling Street em 1927, e descobertas adicionais foram feitas mais tarde, em 1966. No campo entre o local da mansio e Watling Street, uma depressão circular no chão pode demarcar o local de um anfiteatro romano. Um grande vaso de barro com semelhança à Minerva foi encontrado perto da atual igreja, que pode, portanto, ser o local de um templo de Minerva. Uma marca retangular no campo de cultivo ao noroeste do balneário, somente visível no tempo seco, pode ser o local de um outro templo.
Quando a Legião XIV se instalou pela primeira vez em Letoceto, eles teriam usado as trilhas existentes. Uma estrada de pedra era necessária para permitir movimento confiável. Watling Street foi dada uma superfície de pedra aproximadamente em 70. Esta é a data aproximada de duas moedas encontradas no centro de Letoceto sob a primeira superfície da estrada. Uma, um dupôndio de Nero (64-66), foi considerada por John Kent não ter mais de cinco anos de uso. A outra moeda, uma de Nero (66-68) estava em perfeitas condições, quando perdida. Não há evidência para indicar quando Ryknild Street foi construída, mas a partir do traçado, pensa-se que Watling Street foi construída primeiro. Watling Street estendeu-se de Letoceto a Londres em uma direção e na outra direção para Wroxeter e a Chester. Ryknild Street tinha 7,3 metros de largura, cruzava com Watling Street e ligava Letoceto a Cirencester a sudoeste, e a Yorkshire a nordeste.

### As primeirasmansionese balneários
Os alicerces da última mansio construída no local, e seu balneário associado, foram descobertos por arqueólogos em 1912-13. Os quartos da mansio e do balneário foram esvaziados e as fundações de pedra foram expostas. Este trabalho deixou, em alguns inferiores níveis estratificados, vestígios das duas mansiones de madeira anteriores.
A encosta foi aterraçada e a primeira mansio, cuja construção é datada de 54-60, ocupou totalmente um terraço. Ela era uma construção de vigas em console, as paredes eram de pau a pique, algumas eram rebocadas e algumas eram pintadas com decoração linear simples. Assumiu-se que o telhado era de palha e foi consumido quando o edifício foi destruído durante um incêndio. Os quartos eram organizados ao redor de um pátio quadrado com aproximadamente 19 por 19 metros. Devido à construção de edifícios posteriores, o traçado conhecido da primeira mansio é bastante fragmentado. A data em que a primeira mansio foi destruída é incerta, foi provavelmente perto do começo do século II, porque as camadas da destruição continham cerâmicas terra sigillata do período Flávio-Trajano, a parte de um "mortário" que data de 70-100 e parte de um vidro de uma tigela que foi datada do século II.

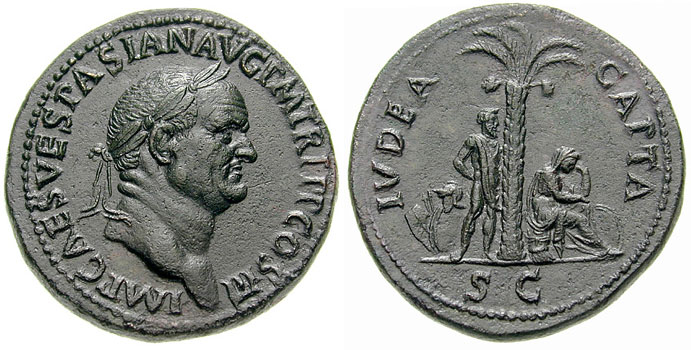
Denário (efígie de Vespasiano). Comemorativa da vitória na Judeia

A evidência para o traçado da segunda mansio também é muito fragmentada. Era um edifício com um pátio interno construído com os pilares de alburno ajustados verticalmente nas valas da fundação. As paredes eram de gesso e argamassa e alguns quartos foram pintados em cores fulgurantes. No pátio havia um grande poço de 2,29 por 2,44 metros e 6,1 metros de profundidade, cavado no arenito subjacente. A segunda mansio foi deliberadamente desmontada por volta de 140-150 durante a construção da terceira mansio.  O poço foi enchido e fechado no mesmo período e nele havia um fragmento samiano de cerâmica datado de 125-145. Por volta da mesma época, a segunda colina foi abandonada e a cidade deixou de ser um local militar. Uma das últimas características militares em Letoceto foi o "duto Púnico" associado a este último pequeno forte. A vala foi preenchida antes que qualquer limo secundário fosse formado e o material utilizado para preenchê-la continha uma moeda trajânica, datada de 98-117, e cerâmica sugerindo o período de Adriano ou do início  do reinado de seu filho adotivo, Antonino Pio.
O primeiro balneário foi descoberta durante uma escavação em 1956 Em uma vala da construção do primeiro edifício estava uma moeda desgastada de Vespasiano datada de 71; devido à condição da moeda, acredita-se que este edifício foi erguido por volta de 100 e que tenha sido construído durante o período militar visto que a sobra da alvenaria que sobreviveu é de alta qualidade, com pedra finamente revestida e uma parede de cerca de 1,2 metros de espessura. Pensa-se que a segunda mansio, o último forte, e o primeiro balneário, todos chegaram ao fim aproximadamente no final do período militar no local.

### Desenvolvimento civil:A terceiramansioe segundo balneário

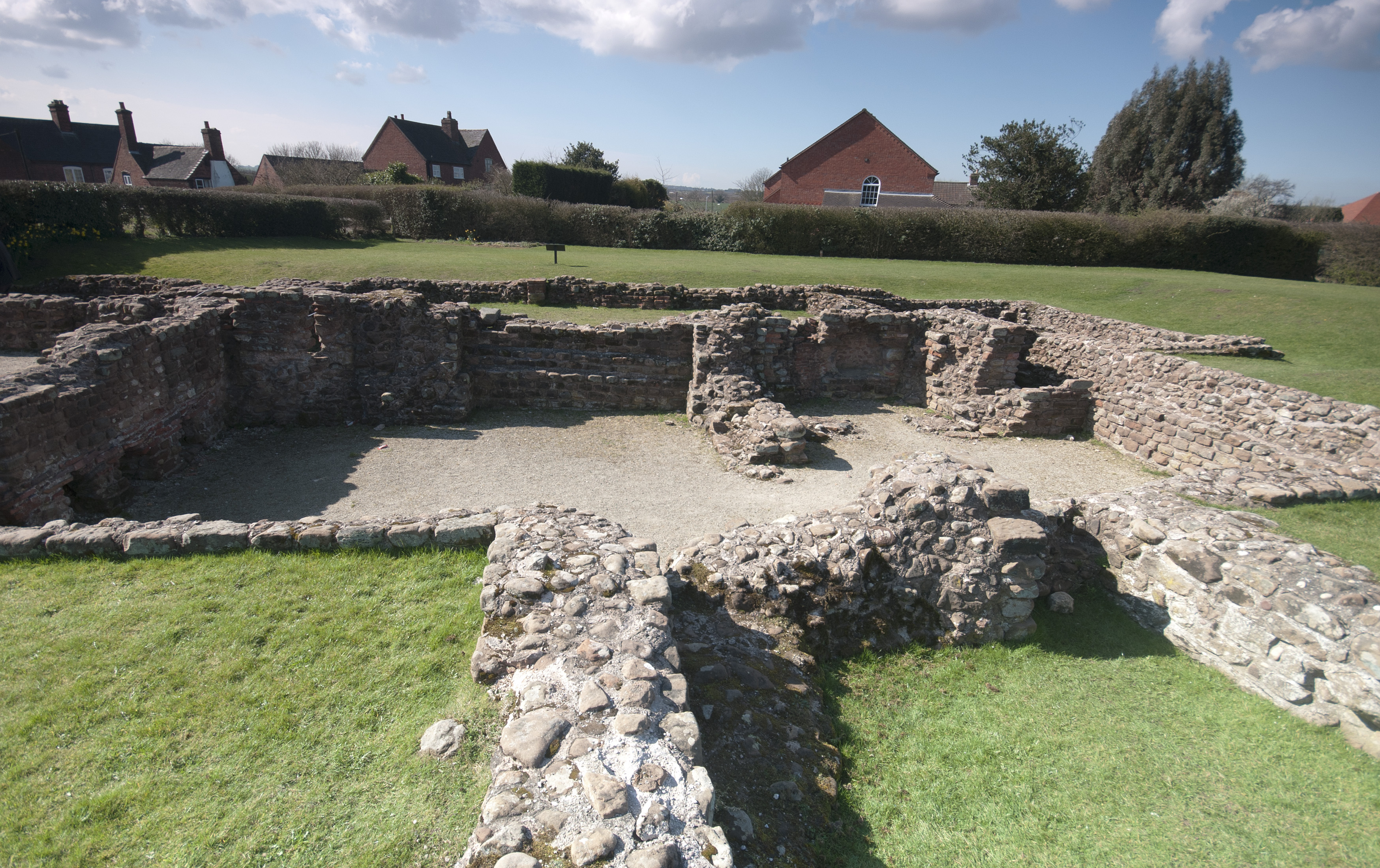
Restos do balneário.

Letoceto deixou de ser usado pelos militares depois de cerca de 130, provavelmente deixando a cidade sob a autoridade da civitas dos Cornóvios com sua capital em Virocônio. Mais ou menos por volta desta época que uma nova mansio e balneário foram construídos. A terceira e melhor compreendida mansio foi construída sobre uma base de pedra cerca de 130. Tinha pelo menos dois andares de altura e era coberta por uma uma longa sequência de colunas ligadas em entablamentos com telhado de telha, provavelmente apoiada em colunas de madeira. No centro da colunata, uma grande porta formou a entrada principal para o interior do edifício.  Através do hall de entrada havia um átrio com colunas ou pátio com piso em emplastro, a área central provavelmente era a céu aberta e talvez contendo um jardim herbáceo. Os postes de madeira colocados sobre estas fundações ao redor das bordas da colunata suportavam uma varanda na parte superior.
O hall de entrada era flanqueado similarmente de ambos os lados por grandes quartos provavelmente acessível a partir do pátio central. Aquele, no oeste, continha instalações de banho e uma calha que levava a uma coletora na parte central do edifício, o outro para o leste poderia ter sido uma sala de guarda. No lado oeste do pátio estavam três pequenas salas que se abriam direto para a colunata central no nível térreo.

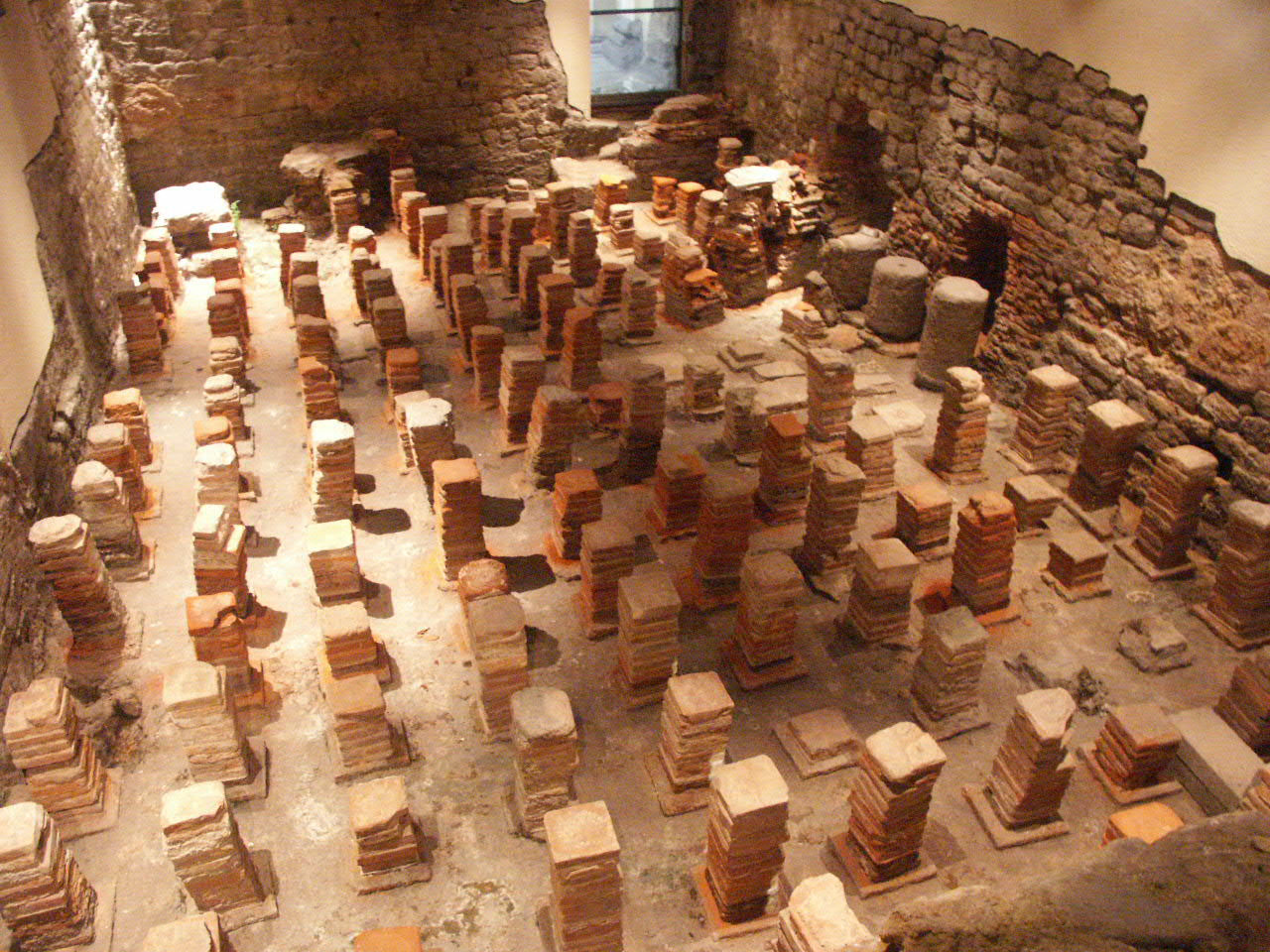
Caldário das termas de Bath

A função destes quartos é incerta, mas eles foram provavelmente utilizados como alojamento privado para os usuários da mansio. O maior aposento da mansio ficava no canto nordeste, ele era aquecido por um sistema de hipocausto canalizado, acrescentado algum tempo depois que o edifício foi concluído.
A oeste da mansio estava o balneário público, separada por uma estrada de paralelepípedos com 2,4 a 3 metros de largura. Da rua, uma área pavimentada conduzia para uma colunata que dava para o edifício localizado no leste do sítio e continuando ao redor do lado norte. Grandes portas no centro da colunata ao leste, se abriam em um grande pátio coberto. Este pátio pode ter sido uma "basílica"; num assentamento deste tamanho era esperado ter uma, e este pátio é o único candidato no sítio. Na extremidade norte do complexo de banho, havia o quarto de serviço ou o prefúrnio, que continha os fornos a lenha do sistema de hipocausto. Este sistema de aquecimento subterrâneo foi encontrado no tepidário, no caldário e no lacônico onde os assoalhos eram suportados em pilares de telhas ou de "pilas". O ar quente dos fornos circulavam subterraneamente entre estes pilares e eram movidos para as laterais do edifício através de caixas de cerâmica encaixadas nas paredes, e finalmente saim do edifício através de aberturas no telhado abobadado.

### Últimas defesas romanas:Mansioe balneário abandonados

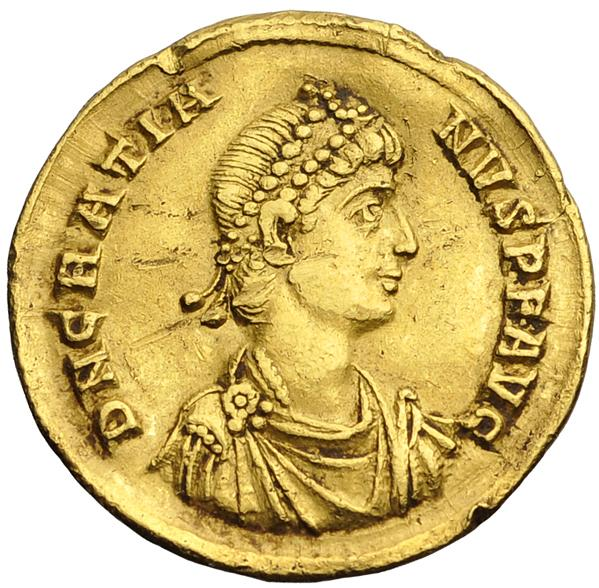
Moeda de ouro da época de Graciano. A última moeda achada em Letoceto

Letoceto perdeu seus edifícios públicos perto do final do século III: O balneário e a mansio foram queimados. Nessa época, construíram-se defesas muito sólidas que não incluíam os balneários e a mansio. A razão pela qual o balneário e mansio foram abandonados não pode ser determinada, mas é provável que tenha sido econômica. Outras mansiones situadas na Grã-Bretanha parecem ter sido abandonadas no mesmo período. Isso não implicou o fim do serviço da estação de abastecimento em Letoceto, pode ter sido uma reorganização mais barata. As últimas defesas foram construídas em cerca de 300 atravessando Watling Street, cerca de 150 metros a leste do local da mansio. As defesas consistiram de um muro de pedra de cerca de 2,7 metros de espessura, com três valas e com um baluarte contemporâneo de erva na parte traseira, a área interna ocupava 2,1 hectares. EM 1964, os lados norte e oeste foram identificados e seccionados, e as fundações de uma parede no canto sudoeste foram descobertas. No lado ocidental, uma parte da parede foi encontrada ainda em pé a 1,5 metros acima das fundações rasas, mas abaixo do solo. Acredita-se que a parede foi construída no período compreendido entre 275 e 325.
Pensa-se que a construção destas defesas estava relacionada com uma revolta geral das tribos galesas-celta, os ordovicos e siluros, que ocorreram naquela ocasião. A revolta foi rapidamente reprimida, mas, para se proteger contra outras perturbações, uma série de fortalezas, incluindo Letoceto, Penocrúcio, e Uxacona foram estabelecidas ao longo da Watling Street. Todos os vestígios arqueológicos do século IV vieram de dentro das defesas e nada foi encontrado fora, sugerindo que toda a população estava dentro das defesas perto do século IV. A última moeda a ser encontrada em Letoceto foi cunhada na época do imperador Graciano e datada de 381. A administração romana desmoronou no começo do século V e mais nada foi encontrado no local que é datável após esta época.

### Período pós-romano e posterior reocupação
Durante algum tempo, o assentamento deve ter sido significativo, sendo listado na História dos Bretões. Frank D. Reno, citando Graham Webster, escreve: "O Muro, aparecendo como Caer Luit Coyt e, sem dúvida corretamente atribuído, aparece de forma incongruente entre tais grandes cidades e depósitos militares como York, Londres, Chester, Wroxeter e Caerleon, mas, de qualquer forma, deve ter sido um lugar de importante consequência devido à sua inclusão como uma cidade estratégica".  As últimas defesas levaram à sua descrição como um Caer e foi estabelecido lá um posto avançado britânico, possivelmente polisiano. Ainda não foi publicada nenhuma evidência histórica ou arqueológica correspondente ao período imediatamente posterior à partida dos romanos.. Letoceto veio a perder toda a sua importância com o desenvolvimento da localidade de Lichfield, no século VII, sede de um bispado.
Quando o lugar reapareceu, historicamente estava sob um novo nome, Wall. Este nome referia-se aos resquícios das últimas defesas romanas, parte das quais ainda de pé no início do século XIX. Atualmente, Letoceto é um sítio arqueológico ao ar livre e museu romano, cuja manutenção é feita por voluntários todo último sábado e domingo de cada mês. Em algumas tardes, são realizadas caminhadas com guias, quando os voluntários estão presentes no local.